# 328 Gudrun
A 328 Gudrun a Naprendszer kisbolygóövében található aszteroida. Maximilian Franz Joseph Cornelius Wolf fedezte fel 1892. március 18-án.